# 欧州評議会
欧州評議会（おうしゅうひょうぎかい、英語: Council of Europe、フランス語: Conseil de l'Europe、ドイツ語: Europarat、ロシア語:Совет Европы）は、1949年に設立された、欧州（ヨーロッパ）の統合に取り組む国際機関。欧州審議会とも訳される。欧州評議会は法定基準、人権、民主主義の発展、法の支配、文化的協力について特に重点を置いている。欧州評議会は46の国が加盟しており、それらの国の人口を合計するとおよそ7億人に上る。欧州評議会は、共通の政策、拘束力のある法令、加盟国数が27しかない欧州連合（EU）とは異なる組織である。ただし両者は欧州旗など、共通する欧州のシンボルを使用している。
欧州評議会の法定上の機関は、加盟国の外相で構成される閣僚委員会、各国議会の議員で構成される議員会議、事務局の長である事務総長である。また欧州評議会内で独立した機関として人権委員が設置されており、加盟国における人権への意識と尊重を促進することを使命としている。
欧州評議会において最も知られている組織体は、人権と基本的自由の保護のための条約（欧州人権条約）を適用する欧州人権裁判所と、ヨーロッパでの医薬品の品質水準を定める欧州薬局方委員会である。欧州評議会は基準、憲章、条約を定めることで、ヨーロッパ諸国の間での協力を構築して統合を進めるという機能を果たしてきた。
本部はフランスのストラスブールに設置されており、英語とフランス語を公用語としている。閣僚委員会、議員会議、地方自治体会議では作業言語として、ドイツ語、イタリア語、ロシア語が使用されることがある。

## 歴史
1945年、第二次世界大戦の終結を迎えたヨーロッパでは、人々は未曾有の荒廃と戦争の爪痕に苦しんでいた。一方で政治は新たな課題、特に諸国民の間における和解という課題に直面していた。このような状況の中で共通の機関を創設するという、長らく構想されていたヨーロッパの統合という考え方が日の目を見ることとなった。
1946年9月19日、イギリスの首相として大戦を勝利に導いたウィンストン・チャーチルはスイスにあるチューリッヒ大学における演説の中で、「欧州合衆国」の樹立と欧州評議会の創設を唱えた。チャーチルは既に大戦中の1943年、ラジオ演説で国民に欧州評議会の創設を訴えていた。欧州では当時、東欧を占領したソビエト連邦の社会主義陣営と欧米自由主義陣営の間で冷戦が始まっており、1948年5月、オランダのデン・ハーグに自由主義陣営から政府・市民の代表者など700人が集まり、チャーチルの司会でハーグ欧州会議が催された。主な決定事項として、①欧州議会の即刻召集、②〈国家主権を土台とする欧州経済再建の試みは、すべて成功しない〉ことを強調した欧州経済の統合に関する決議などがある。①について、この大会の常置本部は1948年8月にブリュッセル条約 (1948年)加盟国へ欧州議会の創設を勧告した。
この大会では欧州評議会のあり方についても議論されたが、このとき議論の中で二つの考え方が対立した。一つは政府の代表者が集まる旧来型の国際機関とするもので、もう一つは議員らによる政治フォーラムとするというものであった。結局双方の考え方が取り入れられ、欧州評議会規程において閣僚委員会と議員会議を設置することが決まった。このような政府の代表と議会の代表による機関を設置するというやり方はのちに、欧州諸共同体、北大西洋条約機構（NATO）、欧州安全保障協力機構でも取り入れられていった。

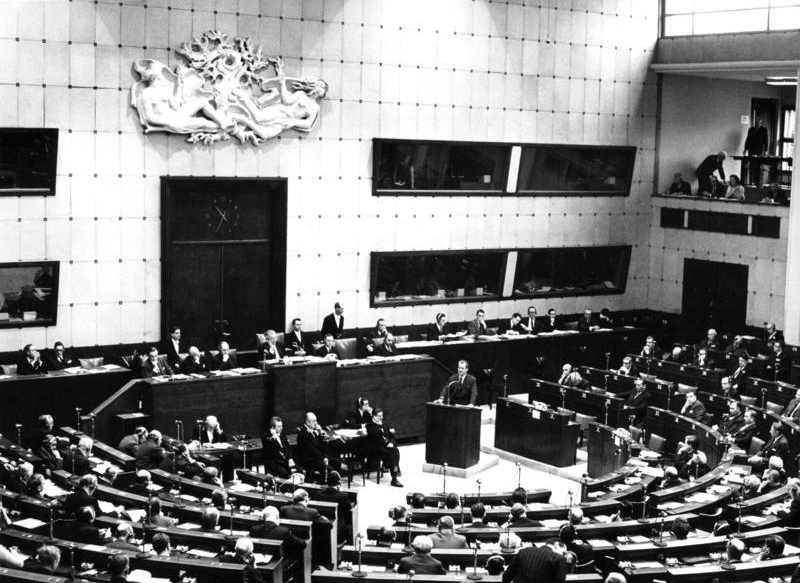
欧州評議会の会議の様子（1967年）

1949年5月5日にロンドン条約（欧州評議会規程）が署名されたことで欧州評議会の創設が決定された。ロンドン条約にはベルギー、デンマーク、フランス、アイルランド、イタリア、ルクセンブルク、オランダ、ノルウェー、スウェーデン、イギリスの10か国が署名した。その後、多くの国がこの10か国に続き、特に1990年代初頭には、東欧革命とソビエト連邦の崩壊で民主化した中欧・東欧諸国が加盟していった。2007年までに欧州評議会にはベラルーシ、カザフスタン、コソボ、バチカン、ロシア連邦を除く全てのヨーロッパ国が加盟している。欧州とアジアにまたがるトルコも加盟国である。
オブザーバ－として日本、アメリカ合衆国、カナダなどと協力関係にある。

### ロシアによるウクライナ侵攻
ソビエト連邦の崩壊に伴いその領土の大半を承継したロシア連邦は1996年に加盟したが、2022年ロシアのウクライナ侵攻を受けて加盟国ではなくなった。
侵攻が続く2023年5月16日から17日にかけて、欧州評議会は18年ぶりとなる首脳会議をアイスランドの首都レイキャヴィクで開き、将来のロシアに対する戦争賠償請求を視野に入れた損害登録機関を、オランダのデン・ハーグに設立することを決めた。

## 目的・成果
欧州評議会規程の第1条 (a) ではつぎのようにうたわれている。
（日本語仮訳）欧州評議会の目標は、共通の財産であり、かつ経済的、社会的進歩をもたらす理念や原則を守り、実現するという目的のために、加盟国の間でのより強固な統合を達成することである。
したがって、欧州評議会の加盟資格はヨーロッパの統合を目指し、法の支配の原則を受け入れ、民主主義、基本的人権、自由を保障することができ、またその意思があるすべてのヨーロッパの国に与えられている。
欧州連合の加盟国が欧州連合の法の下で、国の立法や政策執行に関する権限を欧州議会や欧州委員会に委譲しているのに対して、欧州評議会の加盟国は国家主権を維持しつつ、協約などの国際法を通じて責任を果たし、共通の価値や政治決定に基づいて協力している。欧州連合では諸機関が第2次法である法令を定めているのに対して、欧州評議会ではこのような協約や決定を加盟国が協力して展開している。欧州連合、欧州評議会はヨーロッパの統合に向けて、それぞれを中心とする同心円状に活動を展開しているが、欧州評議会は欧州連合よりも地理的に広い範囲で活動している。他方で欧州連合は地理的には欧州評議会よりも狭い範囲であるが、加盟国の権限を欧州連合に移しているということからより高次元での統合を進めている。国際法体系の一部として、欧州評議会の諸協約は非加盟国でも署名できるようになっており、ヨーロッパ域外の諸国との同等な協力を促している。
欧州評議会における最も大きな成果は欧州人権条約であり、議員会議の報告を受けて1950年に採択された。この欧州人権条約によって、ストラスブールに欧州人権裁判所が設置された。欧州人権裁判所は欧州人権条約を遵守しているかを判断しており、そのため人権や基本的自由についてヨーロッパにおける最高位の裁判所として活動している。ヨーロッパの市民がある加盟国によって自らの基本権を侵害されていると考えた場合に、その訴えを提起するのがこの欧州人権裁判所である。
欧州評議会の広範な活動と成果の一部には以下のようなものが挙げられる。
- 法の支配の保護と司法協力の促進 - サイバー犯罪条約、テロリズム防止条約、汚職・組織犯罪に関する諸条約、人権と生物医学に関する条約などに代表されるおよそ200の諸協約が作成されている。
- テロリズムに関する専門家委員会（CODEXTER） - テロリズム対策の連携を担っている。
- 欧州司法効率化委員会（CEPEJ）
- 人権保護
  - 人権と基本的自由の保護のための条約（欧州人権条約）
  - 拷問禁止委員会
  - 人身売買に反対 する行動のための条約
  - 子どもの性的搾取及び性的虐待からの保護に関する条約
  - 欧州社会憲章
  - ヨーロッパ地方言語・少数言語憲章
  - 民族的マイノリティの保護に関する枠組み条約
  - 報道の自由 - 欧州人権条約第10条と欧州越境テレビジョン条約でうたわれている。
  - 全体主義的な共産主義諸国家における人権侵害への非難 - 強制収容所、人為的な飢饉、拷問、奴隷労働およびその他の組織的暴力などによる個人および集団の殺害、民族的または宗教的迫害、良心や思想を表明する言論の自由と表現の自由への侵害、報道の自由の侵害、政治的多元主義の欠如への非難と共産主義体制下での犠牲者の苦しみを理解する倫理的な責務の表明[5]
- 議会の監督機能と議員会議による選挙監視や、法による民主主義のための欧州委員会（ヴェネツィア委員会）などによる民主改革の支援による民主主義の擁護
- 1954年の欧州文化条約、文化的財産の保護に関する諸条約や、オーストリアのグラーツにある欧州現代語センター、ポルトガルの首都リスボンにある南北センターによる文化的協力と多様性の推進
- 欧州人権条約附属議定書1の第2条とボローニャ・プロセスおよびリスボン認証協定などの大学での学位認定に関する諸協定における教育の権利の振興
- アンチ・ドーピング条約と観客の暴力的行為に対する条約による公正なスポーツの推進
- ストラスブールとハンガリーの首都ブダペストにある欧州青年センターによる青少年の交流や協力の推進
- 欧州医薬品品質部門と欧州薬局方による、ヨーロッパ各地での医薬品の品質助成

## 機関
欧州評議会には以下のような機関がある。

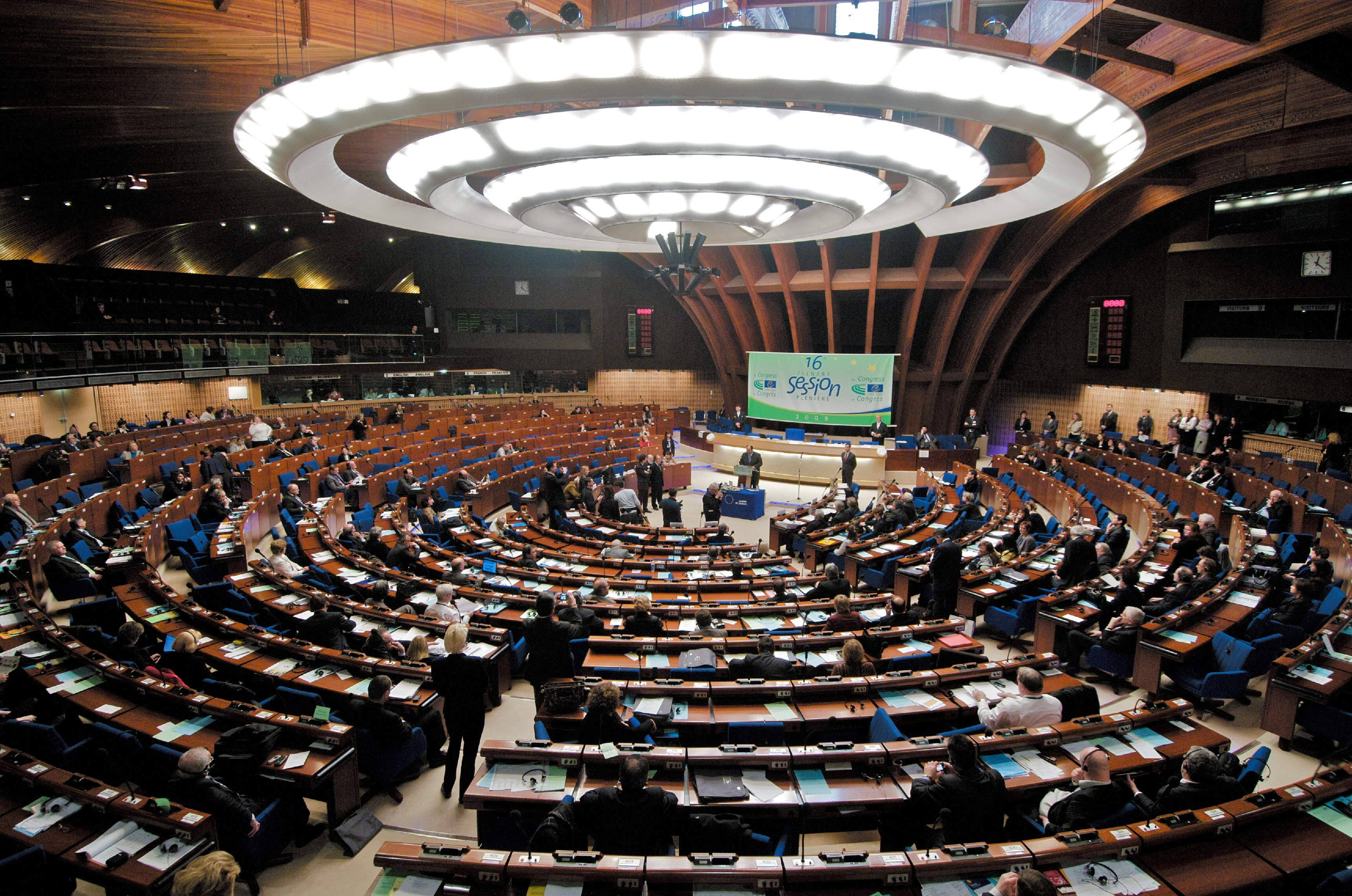
議場

- 事務総長 - 議員会議によって選出され、5年の任期で事務局の長を務める。2024年9月18日からは連邦大統領 (スイス)アラン・ベルセが務めている。
- 閣僚委員会 (Committee of Ministers: CM) - 全46加盟国の外相で構成される。外相は個人代表や大使などを欧州評議会に常駐させている。閣僚委員会の議長は6か月ごとに、英語表記での国名のアルファベット順に交代しており、2020年5月時点ではギリシャが議長国を務めている。
- 議員会議（英語版） (Parliamentary Assembly of the Council of Europe: PACE) - 全加盟国の議会の議員で構成される。1年ごとに議長を選出しており、議長は2期までの再任が可能である。2020年1月からはベルギーのリック・デームス（英語版）が議長を務めている。加盟国議会の議員団はそれぞれの議会での政治的スペクトルを反映させなければならず、たとえば与党と野党で構成するなどとしなければならない。議員会議での活動の例として、イギリスのデイヴィッド・マクスウェル・ファイフは欧州人権条約の起草でのラポルトゥール（報告者）を務めた。また2007年には、ディック・マーティーが作成した、アメリカ合衆国中央情報局（CIA）によるヨーロッパでの秘密収容所や国家間移送に関する報告書は注目を集めた。またヨーロッパでの死刑廃止、ロシア連邦内のチェチェンでの政治情勢や人権をめぐる状況、ベラルーシでの失踪者、メディアにおける表現の自由など、多岐にわたる分野で活動している。
- 地方自治体会議（CLRAE） - 1994年に設置され、全加盟国の地方政府の代表者で構成される。欧州評議会の地方分野で特に重要な文書としては1985年の欧州地方自治体憲章と、1980年の領域共同体もしくは行政府間における国境を越えた協力に関する欧州枠組み協定がある。
- 欧州人権裁判所（European Court of Human Rights: ECtHR） - 1950年の欧州人権条約によって設置され、議員会議において各加盟国から選出された任期6年で再任可能な判事で構成される。2020年からはアイスランドのロバート・スパノ（英語版）が長官を務めている。欧州人権条約に附属させる新しい議定書14では、判事について任期を9年、再任不可とすることとなった。この新議定書14は2004年に策定されたが、ロシアで批准が遅れ、2010年1月に承認を受けた。
- 人権コミッショナー - 1999年に新設され、議員会議で選出される任期6年、再任不可の役職である。2018年4月1日からはボスニア・ヘルツェゴヴィナのドゥニヤ・ミヤトヴィッチ（英語版）が務めている。
- 非政府間国際機構会議 - 非政府組織が参加する会議。2003年11月19日に閣僚委員会で採択された決議により、非政府組織に参加資格が与えられている。
- 連絡事務所 - ほとんどの加盟国に設置されている。

欧州評議会には「部分協定」と呼ばれる、なかば独立した組織がある。
- 欧州評議会開発銀行 - フランスの首都パリに置かれている
- 欧州医薬品品質部門、欧州薬局方
- 欧州視聴覚研究所
- ユーリマージュ - 映画の共同制作と配給のための支援基金
- 薬物の乱用および不正取引と闘う協力グループ（ポンピドゥー・グループ）
- 法による民主主義のための欧州委員会（ヴェネツィア委員会）
- 対汚職諸国グループ（GRECO）
- 欧州・地中海激甚災害協定（EUR=OPA） - 大規模な自然・技術的災害についてのヨーロッパと地中海南部諸国との間における協力要綱
- スポーツに関する拡大部分協定 - 国と競技団体が加盟することができる[6]
- 南北センター - リスボンに置かれている
- 欧州現代語センター - グラーツに置かれている

### 所在地

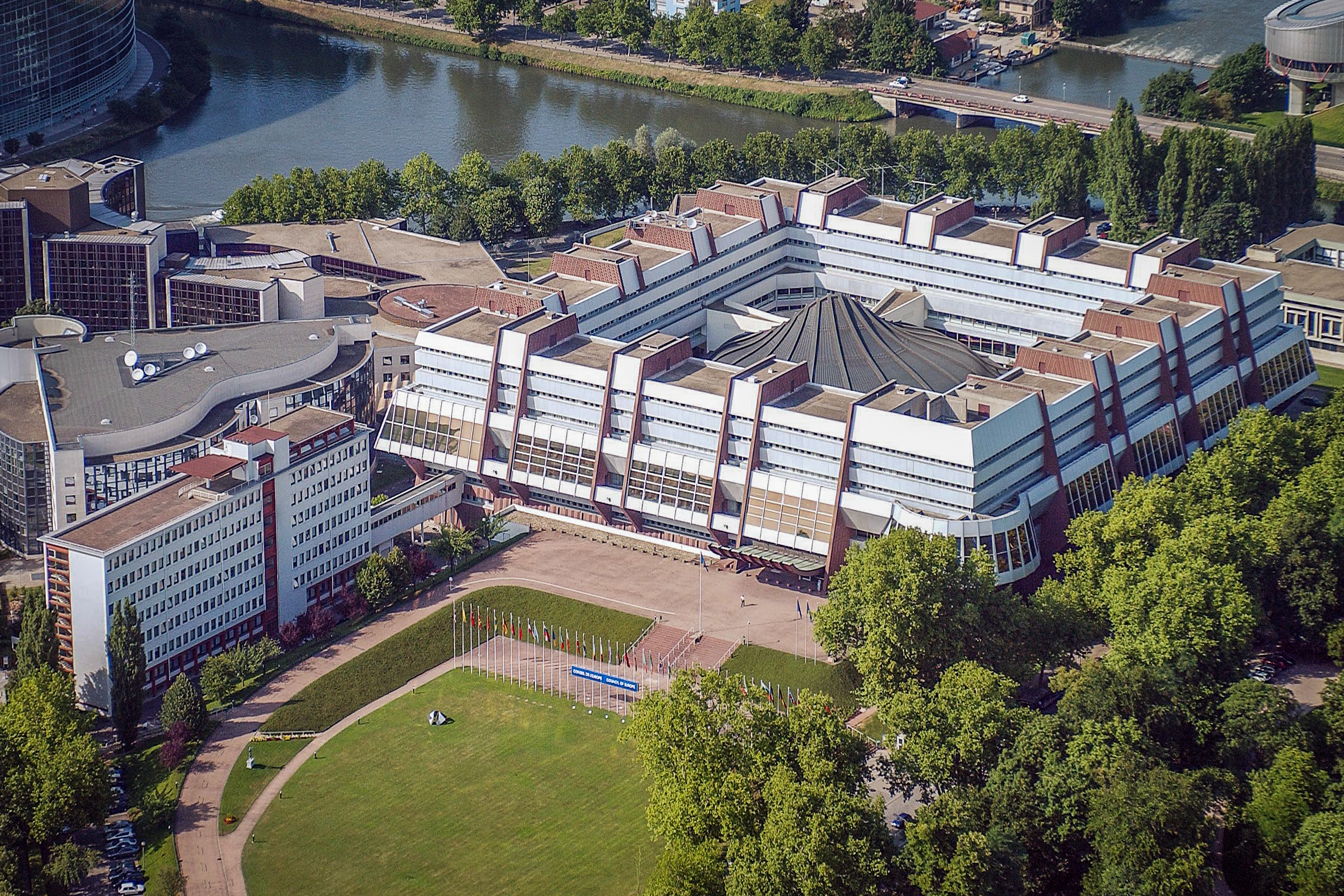
パレ・ドゥ・ルロップ

欧州評議会はフランスのストラスブールに置かれている。最初の会合は1949年にストラスブール大学の広間で開かれたがその後、独自の建物に移転した。欧州評議会の主要な建物8棟はストラスブール北西部のワッカン、ロベルソー、オランジェリ地区に広がるウロペアン地区にあり、欧州議会の4棟の建物やアルテ本社、国際人権研究所などもある。
1949年に欧州評議会の移転先として供用されたのがメゾン・ドゥ・ルロップ（Maison de l'Europe）であったが、1977年にメゾン・ドゥ・ルロップが解体されるとパレ・ドゥ・ルロップ（Palais de l'Europe）に移された。2007年にパレ・ドゥ・ルロップの供用が一時的に停止されるが、2008年に新総合庁舎であるアゴラが開館した。パレ・ドゥ・ルロップと、欧州視聴覚研究所が入るアール・ヌーヴォーのヴィラ・シュッツェンベルガーはオランジェリ地区に、欧州人権裁判所、欧州医薬品品質部門とアゴラはロベルソー地区にある。また欧州青年センターはワッカン地区にある。
欧州評議会の機関のなかにはストラスブール市外、あるいはフランス国外に拠点を置いているものがある。欧州評議会開発銀行はパリに、南北センターはリスボンに、欧州現代語センターはグラーツにそれぞれ置かれている。また欧州青年センターはストラスブール以外にも、ブダペストにも置かれている。さらに2009年2月にはノルウェー政府と共同で運営する、文化間対話、人権、民主主義的市民性についての教育を目的とした欧州ヴェルゲランドセンターがノルウェーの首都オスロに開設された。
またアルバニア、アルメニア、アゼルバイジャン、ボスニア・ヘルツェゴビナ、グルジア、モルドバ、モンテネグロ、セルビア、ウクライナには事務所が、アルバニア、アルメニア、アゼルバイジャン、ブルガリア、チェコ、エストニア、グルジア、ハンガリー、ラトビア、リトアニア、モルドバ、ポーランド、ルーマニア、スロバキア、スロベニア、北マケドニア、ウクライナに連絡事務所を、トルコに計画事務所がそれぞれ設置されている。これらの事務所はすべて欧州評議会の組織であり、刑事免責などの外交特権を有する法人格を持っている。

## シンボル

欧州旗

欧州評議会は青地に金色の星12個からなる円環を描いた旗を欧州旗として作成し、1955年から公式にシンボルとしている。また1972年からは、ルートヴィヒ・ヴァン・ベートーヴェンの交響曲第9番最終楽章にある『歓喜の歌』を欧州の歌としている。
設立15周年を迎えた1964年5月5日、欧州評議会は5月5日という日付をヨーロッパ・デーと定めた。
欧州旗の著作権を保有しつつも、欧州評議会は欧州旗をヨーロッパを象徴するものとして私的、公的を問わず使用していくことを推奨している。1980年代に同じ旗をシンボルと定めた欧州連合やほかのヨーロッパの地域機関との区別を付けるために、欧州評議会では欧州旗の中央部に大きく 'e' の文字を書き入れたものを欧州評議会のロゴとして使用している。

## 加盟国
1949年5月5日、欧州評議会はイギリス、フランス、イタリア、オランダ、ベルギー、ルクセンブルク、デンマーク、ノルウェー、スウェーデン、アイルランドとによって設立された。その3か月後にはギリシャとトルコが、翌年にはアイスランドと西ドイツが加盟した。2007年5月11日にモンテネグロが加盟したことで、47の国が欧州評議会に加盟していることになったが、2022年3月にロシアが脱退したため加盟国は46に減った。
欧州評議会規程の第4条では加盟資格について「ヨーロッパの」国であることがうたわれている。この第4条は当初から、地理的にヨーロッパである地域を有する国を含むものと解釈されてきた。そのため、人権問題を抱えるベラルーシ、ウクライナに侵攻したロシア、既存加盟国セルビアが独立を承認していないコソボ、そしてバチカンを除くすべてのヨーロッパの国が欧州評議会に加盟している。
| 国                       | 加盟した日     | 備考 |
| ------------------------ | -------------- | --- |
| イギリス                 | 1949年5月5日   | 設立国 |
| フランス                 | 1949年5月5日   | 設立国 |
| イタリア                 | 1949年5月5日   | 設立国 |
| オランダ                 | 1949年5月5日   | 設立国 |
| ベルギー                 | 1949年5月5日   | 設立国 |
| ルクセンブルク           | 1949年5月5日   | 設立国 |
| デンマーク               | 1949年5月5日   | 設立国。 フェロー諸島とグリーンランドを含む。 |
| ノルウェー               | 1949年5月5日   | 設立国 |
| スウェーデン             | 1949年5月5日   | 設立国 |
| アイルランド             | 1949年5月5日   | 設立国 |
| ギリシャ                 | 1949年8月9日   | 設立国とされる。 ただし、1967年9月から1974年までの軍事政権下では欧州評議会から脱退していた。 |
| アイスランド             | 1950年3月7日   | |
| トルコ                   | 1950年4月13日  | 設立国とされる。 |
| ドイツ                   | 1950年7月13日  | 1950年、ドイツ連邦共和国（西ドイツ）とフランス保護領ザールは準加盟国となる。 1951年には西ドイツが正式に加盟国となり、ザールは1955年の住民投票で西ドイツへの編入を決めたことを受けて、1956年に準加盟国の地位を放棄した。 ソビエト連邦占領下のドイツ東部、およびその後のドイツ民主共和国（東ドイツ）はその成立から消滅まで欧州評議会に加盟することはなかった。 1990年のドイツ再統一によって旧東ドイツの5つの州がドイツ連邦共和国に編入され、これら5州についてもドイツ連邦共和国が欧州評議会における代表となった。 |
| オーストリア             | 1956年4月16日  | |
| キプロス                 | 1961年5月24日  | |
| スイス                   | 1963年5月6日   | |
| マルタ                   | 1965年4月29日  | |
| ポルトガル               | 1976年9月22日  | |
| スペイン                 | 1977年11月24日 | |
| リヒテンシュタイン       | 1978年11月23日 | |
| サンマリノ               | 1988年11月16日 | |
| フィンランド             | 1989年5月5日   | |
| ハンガリー               | 1990年11月6日  | |
| ポーランド               | 1991年11月26日 | |
| ブルガリア               | 1992年5月7日   | |
| エストニア               | 1993年5月14日  | |
| リトアニア               | 1993年5月14日  | |
| スロベニア               | 1993年5月14日  | |
| チェコ                   | 1993年6月30日  | 1991年1月21日から1992年12月31日までの間は チェコスロバキア。 |
| スロバキア               | 1993年6月30日  | 1991年1月21日から1992年12月31日までの間は チェコスロバキア。 |
| ルーマニア               | 1993年10月7日  | |
| アンドラ                 | 1994年11月10日 | |
| ラトビア                 | 1995年2月10日  | |
| アルバニア               | 1995年7月13日  | |
| モルドバ                 | 1995年7月13日  | |
| 北マケドニア             | 1995年11月9日  | 2019年2月12日に国名を「北マケドニア共和国」に改名した。 それ以前は「マケドニア旧ユーゴスラビア共和国」として加盟していた。 |
| ウクライナ               | 1995年11月9日  | |
| クロアチア               | 1996年11月6日  | |
| ジョージア               | 1999年4月27日  | |
| アルメニア               | 2001年1月25日  | |
| アゼルバイジャン         | 2001年1月25日  | |
| ボスニア・ヘルツェゴビナ | 2002年4月24日  | |
| セルビア                 | 2003年4月3日   | モンテネグロの独立までは セルビア・モンテネグロとして加盟していた。モンテネグロの独立以降はセルビアが資格を承継。 |
| モナコ                   | 2004年10月5日  | |
| モンテネグロ             | 2007年5月11日  | 2003年から2006年までは セルビア・モンテネグロの一部。 |

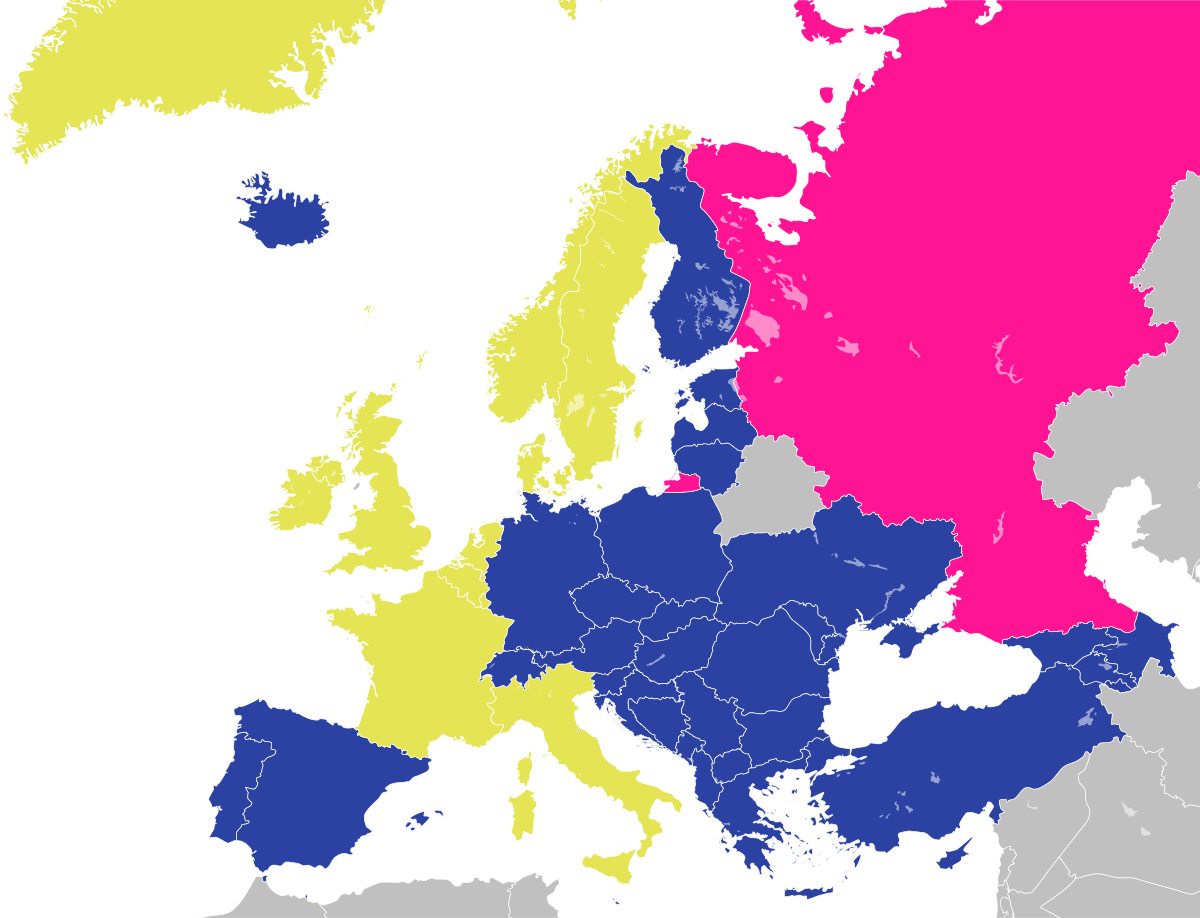
設立国
のちに加盟した国
かつて加盟していた国

2006年6月3日に独立を宣言したモンテネグロは欧州評議会への加盟を求めた。閣僚委員会は規定に従って、モンテネグロが加盟を申請申請したことを議員会議に伝えた。これらを受けて同月14日、閣僚委員会はセルビアが連合国家セルビア・モンテネグロの加盟資格を継承すると発表した。その後、モンテネグロは2007年5月11日に47番目の加盟国として欧州評議会に加わった。
ロシアは1996年2月28日に加盟したが、2022年2月24日にウクライナへの軍事侵攻を開始したため翌25日より資格が一時停止された。評議会は3月15日にロシアの除名を巡る採決の実施を予定していたが、ロシアはその数時間前に脱退を表明し、3月16日評議会は、ロシアの除名を決定し、加盟国は46となった。

### 加盟申請
ベラルーシ国民議会は1992年から1997年1月までは議員会議の特別参加者の資格を有していたが、1996年11月の憲法改定国民投票と議会補欠選挙について欧州評議会は非民主的であると判断し、またアレクサンドル・ルカシェンコ政権下において民主的な自由や表現の自由が制限されているとして、議員会議の特別参加者資格を停止した。国民投票による憲法改定が最低限の民主性の水準を尊重しておらず、権力分立や法の支配といった理念に違反しているとされたのである。なおベラルーシは1993年3月12日に正式な加盟を求めている。
カザフスタンは1999年に議員会議の特別参加者資格の付与を求めた。議員会議では、カザフスタンの領土の 4% がウラル川の西側にあることから、同国が正式な加盟国になる資格を有していることを明らかにしている。ところが特別参加者資格が付与されるには、カザフスタンで民主主義や人権についての情勢が改善されなければならない。カザフスタンは2004年4月に議員会議との間で協力合意に署名した。2010年3月15-16日には議員会議議長がカザフスタンを公式訪問し、欧州評議会とカザフスタンは協力関係を強化するという結論に至った。このできごとは、2008年にカザフスタン大統領ヌルスルタン・ナザルバエフが描いた「ヨーロッパへの道」構想を勢いづかせるものとなった。

### オブザーバー
カナダ、日本、メキシコ、アメリカ合衆国、バチカンは欧州評議会においてオブザーバーの資格を有しており、閣僚委員会などすべての政府間委員会に参加することができる。これらの国々は自主的に欧州評議会の活動に対して財政的に寄与している。
カナダ、イスラエル、メキシコの議会は議員会議においてオブザーバーの資格を有しており、それぞれの議員団は議員会議の本会議や委員会に参加することができる。パレスチナ立法評議会の議員は中東に関する議員会議の議論に参加することが認められており、これと同様に北キプロス・トルコ共和国のトルコ系キプロス人議員もキプロスに関する議論に参加することが認められている。
日本とアメリカ合衆国のオブザーバー資格については、両国が死刑を存続させていることを理由に批判の対象となっている。議員会議はアメリカ合衆国と日本に対して死刑制度を廃止しなければオブザーバー資格を取り消すと働きかけている。またベラルーシに対しては、同国が死刑執行を一時停止することを明らかにすることを条件に特別参加者資格を回復することを採択している。

## 協力関係

### 非加盟国

加盟国
諸条約への署名に招請されている非加盟国

欧州評議会はおもに条約や協定を通じて機能している。条約や協定を起草することで加盟国間での共通の法的基準が定められるのである。ところがこのような条約のなかには欧州評議会に加盟していない国の署名が認められているものもある。そのようなものの例として、サイバー犯罪条約（カナダ、日本、南アフリカ共和国、アメリカ合衆国が署名）、学位や取得単位の認定に関するリスボン認証協定（オーストラリア、ベラルーシ、カナダ、バチカン、イスラエル、カザフスタン、キルギス、ニュージーランド、アメリカ合衆国が署名）、アンチ・ドーピング条約（オーストラリア、ベラルーシ、カナダ、チュニジアが署名）、ヨーロッパの野生生物と自然生息地の保全に関する条約（ブルキナファソ、モロッコ、チュニジア、セネガルと欧州連合が署名）などがある。またヴェネツィア委員会、GRECO、欧州薬局方委員会、南北センターなどの部分協定にも参加している非加盟国がある。
案件ごとに欧州評議会関連の条約や協定への署名、批准が招請される国や主体には以下のようなものがある。
- ヨーロッパ以外の国 - アルジェリア、アルゼンチン、オーストラリア、バハマ、ボリビア、ブラジル、ブルキナファソ、チリ、中華人民共和国、コロンビア、コスタリカ、ドミニカ共和国、エクアドル、エルサルバドル、ホンジュラス、南アフリカ共和国、大韓民国、レバノン、マレーシア、モーリシャス、モロッコ、ニュージーランド、パナマ、ペルー、イスラエル、日本、メキシコ、アメリカ合衆国、キルギス
- ヨーロッパの国 - コソボ、ベラルーシ、バチカン（オブザーバ）
- 欧州連合（リスボン条約の発効によって国際法人格を得る以前は欧州共同体）

### 欧州連合 (EU)

#### 欧州評議会（Council of Europe）と欧州連合（European Union：EU）の関係

ヨーロッパの国と地域的機関の相互関係

欧州連合と欧州評議会との間での協力は強化されてきており、とくに司法や人権に関する国際的な取り組みのほかに、文化や教育などでも協力を深めている。
欧州連合は欧州人権条約への加入を目指している。また判例においても欧州人権条約との一致についても、欧州連合司法裁判所が欧州人権裁判所の判断との間で競合することを回避するために、欧州人権条約をすべての欧州連合加盟国の法体系の一部として扱っている。欧州人権条約の附属議定書14は欧州連合が欧州人権条約に加入することを認める内容となっており、また欧州連合のリスボン条約では欧州連合が欧州人権条約に加盟することを義務付ける議定書が附属されている。これらが履行されれば欧州連合はその加盟国と同様に人権関連法や外部からの監視の対象となる。

#### 欧州連合との協調行動
欧州評議会と欧州連合は同じ価値観を基礎としており、民主主義の擁護、人権・基本的自由と法の支配の尊重という点で共通の目的を追求している。このような共通の目的のもとで欧州評議会と欧州連合は非常に緊密な協力関係を築いている。1989年以降に欧州評議会に加わった国との協力にとって、このような協力の意義のある手段が1993年以降の数多くの協調行動の成果となっている。これら諸国は欧州連合との関係を深めていき、欧州連合への加盟を求めていった。このように能力を結合していくことで、欧州委員会と欧州評議会のそれぞれの活動の相補性が強化されていったのである。2001年4月、欧州委員会と欧州評議会は協力とパートナーシップに関する共同声明に署名し、この声明のなかではとりわけ協調行動や優先順位の設定についてのより体系的な手段が盛り込まれている。

##### 特定国または特定問題を対象とする協調行動
ほとんどの協調行動は特定の国を対象としたものとなっている。その対象となっている国には、アルバニア（1993年以降）、ウクライナ（1995年以降）、ロシア連邦（1996年）、モルドバ（1997年以降）、グルジア（1999年以降）、セルビア、モンテネグロ、アルメニア、アゼルバイジャン（いずれも2001年以降）、トルコ（2001年以降）、ボスニア・ヘルツェゴビナ（2003年以降）、マケドニア旧ユーゴスラビアがある。過去にはエストニア、ラトビア、リトアニアを対象としていたものもあった。また多国間による特定問題を対象とした協調行動もあり、例を挙げると、少数民族、組織犯罪・汚職との闘い、生物医学研究の審査のための独立した学際的な倫理委員会の展開といったものがある。このほかにも死刑廃止に関する意識向上、差別と不寛容と闘うためのヨーロッパ規模の会議の準備、欧州社会憲章の促進のための行動、ヴェネツィア委員会も関与した中央および東ヨーロッパでの民主主義と憲法制度の強化といったものについても多国間での協調が実施された。
2004年、アンカラに欧州評議会プロジェクト・オフィスが設置され、欧州評議会と欧州連合がトルコ政府と協力した活動を実施している。

##### 活動
協調行動は当事国の政府と協議したうえで、欧州委員会と欧州評議会との間で合意された一連の活動で構成され、法的・制度的改革を促進、支援するようなものとなっている。研修、専門家による報告、政府、会議、ワークショップ、セミナー、出版普及に対する助言は協調行動において一般的な手法となっている。なかでもとくに研修や助言という形で実施されているが、このほかにも物質的な支援というのも行われている事例があり、アルバニアの判事養成所や国家出版センターの設立といったことが行われている。

### 国際連合
欧州評議会は国際連合におけるオブザーバの地位を有しており、定例の総会では代表者を派遣している。また国際連合の地域会議を開いて反差別や女性の権利について議論を行い、人権、マイノリティ、移民、対テロリズムなどの分野においてさまざまな次元で欧州連合と協力している。

### 非政府組織
欧州評議会の非政府間国際機構会議は非政府組織が参加することができ、政府間の専門家会議のオブザーバとして出席している。欧州評議会は1986年に国際非政府組織の法人格認証に関する欧州条約を起草しており、この条約はヨーロッパにある非政府組織の存在と活動に法的根拠を与える内容となっている。欧州人権条約の第11条では結社の自由についての権利を保護しており、これが非政府組織の規範となっている。1993年10月18日の閣僚委員会で採択された欧州評議会と非政府組織との関係についての決議 (93)38 で、非政府間国際機構会議の諮問資格について規定が付帯された。